# Alyje parusa
Alyje parusa (russisk: Алые паруса, da.: Skarlagensrøde sejl) er en sovjetisk spillefilm fra 1961 produceret af Mosfilm og instrueret af Aleksandr Ptusjko. Filmen er baseret på Aleksandr Grins eventyrsroman af samme navn og har Vasilij Lanovoj og Anastasija Vertinskaja i hovedrollerne.
Filmen er et romantisk eventyr, der dog ikke indeholder overnaturlige elementer.
Filmens musik er komponeret af Igor Morozov. 

## Handling
Filmen foregår i en lille fiskerby. Efter at have mistet sin elskede hustru opdrager den tidligere sømand Longren sin datter Assol alene, og han tjener til dagen og vejen ved at sælge de legetøjsskibe, han udskærer i træ. Som barn møder Assol en gammel mand, der hævder at være en troldmand og lover pigen, at en dag vil en prins komme på et skib med skarlagenrøde sejl for at føre hende væk. 
Arthur Grey er en adelssøn, der har brudt med sin grusomme far for at leve livet til søs, og til sidst er blevet kaptajn på et handelsskib. Efter at have lagt i havn ved Assols landsby, udspionerer han den unge kvide, der sover i skoven, og han bliver forelsket. Efter at have forhørt sig i landsbyen, hører han om Assols drøm og går i gang med at gøre den til virkelighed ...

## Medvirkende
- Anastasija Vertinskaja som Assol
- Vasilij Lanovoj som Arthur Grey
- Jelena Tjeremsjanova
- Aleksandr Lupenko
- Ivan Pereverzev som Longren